# 詩人タリエシンの世界
『詩人タリエシンの世界』（原題: The Book of Taliesyn）は、ディープ・パープルが1968年に発表した2作目のアルバム。

## 解説

### 製作の経緯
前作のデビュー・アルバム『ハッシュ』（Shades of Deep Purple）は、アメリカでは1968年7月にテトラグラマトン・レコードから発表され、シングル・カットされた「ハッシュ」がビルボードのチャートで最高4位を記録する大ヒットとなり、アルバムも全米チャート24位まで上昇した。気を良くしたテトラグラマトン・レコードは商機到来と見て、直ちにセカンド・アルバムの制作に着手することを彼等に強く要請した。彼等は10月から初のアメリカ・ツアーに出る予定だったので、要請を受けて、8月上旬に新曲の作曲、リハーサル、レコーディングを並行して行って、ツアーが始まるまでの非常に短い期間でセカンド・アルバムを制作をすることにした。
レコーディングは8月1日から2週間で終わらせることを目指して、ロンドンのデ・レイン・リー・スタジオで、前作同様、プロデューサーにデレク・ローレンス、エンジニアにバリー・アインスワースを迎えて行なわれた。作業のテンションは非常に高く、特にリッチー・ブラックモアが完璧な演奏を繰り広げ、短期間のレコーディングを成功させた。
ミキシングは10月に行われた。メンバーはアメリカ・ツアーの為に作業に参加できなかったので、ローレンスが全てを一人で行なって前作以上にシャープなエッジの効いたサウンドを完成させた。モノラルとステレオそれぞれのマスターテープが制作されたが、モノラル・バージョンは使用されないまま廃棄された。

### 内容
前作同様に1960年代末のサイケデリック・ロックやアート・ロックの色彩が強いアルバムであるが、第2期ディープ・パープルが1970年に発表した『ディープ・パープル・イン・ロック』で顕著にされたハード・ロックの路線にも通じる楽曲も含まれる。
時間的な制約から完成度の高いオリジナルが十分に揃わなかったので、計8曲の収録曲のうち3曲がカバー作品となった。「ケンタッキー・ウーマン」はニール・ダイアモンドの作品で、原曲は1967年にシングルとして発表されてアメリカのポップ・シングル・チャートで最高22位を記録した。「恋を抱きしめよう」はザ・ビートルズの1965年の作品。「リヴァー・ディープ・マウンテン・ハイ」はアイク&ティナ・ターナーが1966年に放ったヒット曲で、フィル・スペクター、ジェフ・バリー、エリー・グレニッチの共作である。ディープ・パープルは「リヴァー・ディープ・マウンテン・ハイ」の導入部にリヒャルト・シュトラウスの交響詩「ツァラトゥストラはかく語りき」を用いている。
5曲のオリジナルのうち、「エクスポジション」はベートーヴェンの「交響曲第７番」第二楽章とチャイコフスキーの幻想序曲「ロメオとジュリエット」のパロディ。「リング・ザット・ネック」は、ハード・ロック・グループとなった第2期の初期にも、デビュー・アルバムの「マンドレイク・ルート」と共に頻繁に演奏された。「聖なる歌」では、おそらくメロトロンによって再生されたものと思われるストリングスがボーカルの背景を彩ったのに加えて、弦楽四重奏団が間奏部分を担当した。
アルバム・タイトルの The Book of Taliesyn（『タリエシンの書』）は、6世紀ごろ活動したと言われるウェールズの吟遊詩人タリエシン（Taliesin）の作品を10世紀頃に編纂したとされる写本『タリエシンの書』の書名から取られた。タイトル・トラックはないが、「リッスン」の歌詞にタリエシンの名前が登場する。
ジャケットを担当したジョン・ヴァーノン・ロード（John Vernon Lord）はイングランドのイラストレーター、作家、教師である。
本作は、アメリカでは1968年10月にテトラグラマトン・レコードから、イギリスでは1969年7月にEMIのハーベスト・レコードから発表された。「ケンタッキー・ウーマン」「リヴァー・ディープ・マウンテン・ハイ」が相次いでシングルとして発表された。1970年にテトラグラマトン・レコードが倒産して、アメリカでは廃盤になった。
日本では1969年6月にテトラグラマトン・レコードの原盤が日本グラモフォンから『ディープ・パープルの華麗なる世界』の邦題で発売された（ポリドール、SMP 1434）。1970年のテトラグラマトン・レコードの倒産によって日本盤も廃盤となったが、1973年10月にワーナー・パイオニアより『詩人タリエシンの世界』と改題されて再発売された（P-8377W）。

## 収録曲

### オリジナルLP
| #         | タイトル                                                                                                   | 作詞・作曲                                                     | 時間  |
| --------- | --- | -------------------------------------------------------------- | ----- |
| 1.        | 「リッスン Listen, Learn, Read On」                                                                        | Ritchie Blackmore, Rod Evans, Jon Lord, Ian Paice              | 4:05  |
| 2.        | 「リング・ザット・ネック Wring That Neck」(ハード・ロード Hard Road)                                       | Blackmore, Nick Simper, Lord, Paice                            | 5:13  |
| 3.        | 「ケンタッキー・ウーマン Kentucky Woman」                                                                  | Neil Diamond                                                   | 4:44  |
| 4.        | 「エクスポジション〜恋を抱きしめよう - エクスポジション Exposition - 恋を抱きしめよう We Can Work It Out」 | - Blackmore, Simper, Lord, Paice - John Lennon, Paul McCartney | 7:06  |
| 合計時間: | 合計時間:                                                                                                  | 合計時間:                                                      | 21:08 |

| #         | タイトル                                                           | 作詞・作曲                                | 時間  |
| --------- | ------------------------------------------------------------------ | ----------------------------------------- | ----- |
| 1.        | 「シールド The Shield」                                            | Blackmore, Evans, Lord                    | 6:06  |
| 2.        | 「聖なる歌 Anthem」                                                | Lord, Evans                               | 6:31  |
| 3.        | 「リヴァー・ディープ・マウンテン・ハイ River Deep, Mountain High」 | Jeff Barry, Ellie Greenwich, Phil Spector | 10:12 |
| 合計時間: | 合計時間:                                                          | 合計時間:                                 | 22:49 |

### CD
1. リッスン - "Listen, Learn, Read On" - 4:05
2. ハード・ロード - "Hard Road" - 5:13
3. ケンタッキー・ウーマン - "Kentucky Woman" - 4:44
4. エクスポジション - "Exposition" 〜 恋を抱きしめよう - "We Can Work It Out" - 7:06
5. シールド - "The Shield" - 6:06
6. 聖なる歌 - "Anthem" - 6:31
7. リヴァー・ディープ・マウンテン・ハイ - "River Deep, Mountain High" - 10:12

| #         | タイトル                                                     | 作詞・作曲                     | 時間  |
| --------- | ------------------------------------------------------------ | ------------------------------ | ----- |
| 8.        | 「Oh No No No」(studio out take)                             | Russell, Leander               | 4:25  |
| 9.        | 「It's All Over」(BBC Top Gear session 14/1/69)              |                                | 4:14  |
| 10.       | 「Hey Bop A Re Bop」(BBC Top Gear session 14/1/69)           | Blackmore, Evans, Lord, Paice  | 3:32  |
| 11.       | 「Wring That Neck」(BBC Top Gear session 14/1/69)            | Blackmore, Simper, Lord, Paice | 4:42  |
| 12.       | 「Playground」(remixed instrumental studio out take 18/8/69) | Blackmore, Simper, Lord, Paice | 4:29  |
| 合計時間: | 合計時間:                                                    | 合計時間:                      | 21:22 |

## 参加ミュージシャン
ディープ・パープル
- リッチー・ブラックモア　Ritchie Blackmore – ギター
- ロッド・エヴァンス　Rod Evans – ボーカル
- ニック・シンパー　Nick Simper – ベース、ボーカル
- ジョン・ロード　Jon Lord – キーボード、ボーカル
- イアン・ペイス　Ian Paice – ドラムス

その他
- 弦楽四重奏団（「聖なる歌」）

## その他
1970年6月、アメリカ西海岸のロック・バンドであるイッツ・ア・ビューティフル・デイは、「ハード・ロード」に酷似した楽曲「ドン・アンド・デューイ」（Don and Dewey）を収録したセカンド・アルバムを発表した。第2期ディープ・パープルは相前後して、イッツ・ア・ビューティフル・デイの同名デビュー・アルバム（1968年）の収録曲「ボンベイ・コーリング」（Bombay Calling）に酷似した「チャイルド・イン・タイム」を収録した『ディープ・パープル・イン・ロック』を発表した。